# Новицьковицька сільська рада
Нови́цьковицька сільська́ ра́да (біл. Наві́цкавіцкі сельсавет) — адміністративно-територіальна одиниця у складі Кам'янецького району, Берестейської області Білорусі. Адміністративний центр сільської ради — агромістечко Новицьковичі.

## Географія
Новицьковицька сільська рада розташована на крайньому південному заході Білорусі, на заході Берестейської області, на північ — північний схід від обласного та районного центрів. На заході вона межує із Дмитровицькою, на півночі — із Каменюцькою, на сході та південному сході — із Річицькою сільськими радами (всі Кам'янецький район), на півдні — із містом Кам'янець.
Великих озер на території Новицьковицької сільської ради немає. Найбільші річки Лісна (85 км), права притока Західного Бугу, та її права твірна — Лісна Права (63 км).
Найвища точка сільської ради становить 181,9 м над рівнем моря і розташована за 1,5 км на південний захід від околиці села Пашуки.
Територією сільради із північного заходу на південний схід проходить республіканська автомобільна дорога Р98, за маршрутом: П'ящатка — Свіслоч.

## Історія
Сільська рада була утворена 12 жовтня 1940 року у складі Кам'янецького району Брестської області (БРСР). 16 липня 1954 року сільська рада була ліквідована, а територія і населенні пункти передані до складу Пашуківської сільської ради. 15 січня 1962 року, у зв'язку з перенесенням адміністративного центру із Пашуків до Новицьковичів, сільська рада була перейменована в Новицьковицьку.

## Склад сільської ради
До складу Новицьковицької сільської ради входить 11 населених пунктів, із них 1 агромістечко та 10 сіл.
| Населений пункт | Статус       | Населення, осіб (2009) | Координати                                                            |
| --------------- | ------------ | ---------------------- | --------------------------------------------------------------------- |
| Новицьковичі    | агромістечко | 404                    | 52°26′26″ пн. ш. 23°50′43″ сх. д. / 52.44056° пн. ш. 23.84528° сх. д. |
| Гулевичі        | село         | 55                     | 52°27′28″ пн. ш. 23°50′13″ сх. д. / 52.45778° пн. ш. 23.83694° сх. д. |
| Клепачі         | село         | 28                     | 52°27′40″ пн. ш. 23°49′3″ сх. д. / 52.46111° пн. ш. 23.81750° сх. д.  |
| Лаховичі        | село         | 8                      | 52°27′49″ пн. ш. 23°54′22″ сх. д. / 52.46361° пн. ш. 23.90611° сх. д. |
| Пашуки          | село         | 87                     | 52°31′31″ пн. ш. 23°50′46″ сх. д. / 52.52528° пн. ш. 23.84611° сх. д. |
| Подбела         | село         | 326                    | 52°29′32″ пн. ш. 23°52′20″ сх. д. / 52.49222° пн. ш. 23.87222° сх. д. |
| Ступичеве       | село         | 27                     | 52°25′25″ пн. ш. 23°49′27″ сх. д. / 52.42361° пн. ш. 23.82417° сх. д. |
| Хомутини        | село         | 69                     | 52°30′12″ пн. ш. 23°51′49″ сх. д. / 52.50333° пн. ш. 23.86361° сх. д. |
| Чернаки         | село         | 126                    | 52°28′42″ пн. ш. 23°52′57″ сх. д. / 52.47833° пн. ш. 23.88250° сх. д. |
| Шишове          | село         | 61                     | 52°27′14″ пн. ш. 23°53′2″ сх. д. / 52.45389° пн. ш. 23.88389° сх. д.  |
| Яменка          | село         | 14                     | 52°27′59″ пн. ш. 23°49′13″ сх. д. / 52.46639° пн. ш. 23.82028° сх. д. |

## Населення
За переписом населення Білорусі 2009 року чисельність населення сільської ради становила 1205 осіб.

### Національність
Розподіл населення за рідною національністю за даними перепису 2009 року:
| Національність | Осіб | Відсоток |
| -------------- | ---- | -------- |
| білоруси       | 1094 | 90,79 %  |
| українці       | 61   | 5,06 %   |
| росіяни        | 42   | 3,49 %   |
| поляки         | 5    | 0,41 %   |
| молдовани      | 2    | 0,17 %   |
| німці          | 1    | 0,08 %   |
| Разом          | 1205 | 100 %    |